# Gatto Korat
Il Korat è una razza di gatti originaria della Thailandia, dove viene anche chiamato si sawat.

## Storia

### Il Korat in Thailandia
Il Korat prende il nome dalla provincia di Nakhon Ratchasima, detta anche provincia di Korat, della quale è originario. Viene allevato in Thailandia fin da tempi antichissimi e le prime informazioni su questa razza risalgono a un antico manoscritto del 1350, lo Smud Khoi (Libro dei poemi dei gatti), nel quale il Korat viene indicato, insieme ad altre sedici razze, come simbolo di buona fortuna e di prosperità. Ancora oggi la tradizione thai associa proprietà magiche a questo felino; non è raro che venga portato in processione nei villaggi, per esempio, per propiziare l'arrivo della pioggia.
Al Korat sono associate molte altre tradizioni thai: si ritiene per esempio che regalare uno di questi gatti a due novelli sposi favorisca una vita matrimoniale felice e agiata e che adagiarlo nella culla di un neonato protegga quest'ultimo durante il sonno e sia benaugurale per il successo che il neonato avrà nella vita. Posto all'ingresso di un villaggio, il gatto avvisava gli abitanti in caso di pericolo.
In Thailandia i Korat vengono acquistati solo raramente e si preferisce invece regalarli, in quanto la loro capacità di portare fortuna non deve avere prezzo. Un Korat è considerato un regalo molto prezioso, da riservarsi a persone importanti come nobili, diplomatici o addirittura re.

### Importazione in occidente
La prima coppia di gatti Korat, Nara e Darra, venne importata negli Stati Uniti nel 1959 da Jean Johnson. Da allora in poi molti si appassionarono a questa razza che venne rapidamente riconosciuta da tutte le associazioni feline mondiali. I primi Korat giunsero in Gran Bretagna nel 1972, esportati dagli Stati Uniti.

## Aspetto
Il Korat è un gatto a pelo corto, di taglia medio-piccola. "... Il suo pelo è soffice, le radici hanno il colore delle nuvole e le punte d'argento. I suoi occhi brillano come gocce di rugiada su una foglia di loto..." così il Korat veniva descritto nell'antico Smud Khoi. Questa antica descrizione si adatta ancora perfettamente al Korat, il cui aspetto è infatti rimasto praticamente invariato durante il corso dei secoli. Si tratta di una delle poche razze feline a non aver subito interferenze e incroci. Questa stabilità è probabilmente anche dovuta all'isolamento della sua regione di origine.
Le femmine sono un po' più piccole dei maschi, ma altrettanto muscolose e atletiche. Il corpo del Korat è eccezionalmente elastico e la sua potente muscolatura gli permette evoluzioni che forse nessun'altra razza riesce ad eguagliare. Le zampe posteriori sono leggermente più lunghe di quelle anteriori e gli permettono di spiccare dei salti notevoli con minimo sforzo.
Una delle caratteristiche più importanti di questa razza è la forma della testa: vista di fronte, la testa è a forma di cuore, con le arcate sopraciliari che ne formano la parte alta e il muso leggermente appuntito che ne delinea la parte inferiore. Gli occhi sono grandi, rotondi e di un colore verde intenso, che può impiegare anche qualche anno a diventare definitivo, ma che più passa il tempo più guadagna di intensità.
Il mantello è grigio (tecnicamente, silver blue). Ogni singolo pelo è suddiviso in tre sfumature di grigio differente: chiaro alla radice, più scuro centralmente e completamente trasparente in punta. Questa trasparenza delle punte conferisce al pelo un aspetto lucente, come una specie di aura che lo circonda seguendo i movimenti del corpo.
Il Korat non ha sottopelo: il pelo primario deve pertanto rimanere piatto e attaccato al corpo. Per questo motivo nel periodo di muta non perde molto pelo.

## Alimentazione
Il Korat è un gatto molto attivo e vivace: ha quindi bisogno di una dieta ricca di proteine e grassi fin tanto che è in età adulta e in buona salute. Apprezza molti tipi di cibo; gli adulti, soprattutto sterilizzati o castrati, rischiano il sovrappeso. In questi casi è consigliabile alimentarli con cibi adatti e comunque dosando le porzioni come necessario.
Se abituati da piccoli, gradiranno molto il cibo secco che costituisce anche una soluzione salutare, a patto che sia costituito da alimenti controllati e prodotti da aziende specializzate. Saltuariamente, un merluzzo o un nasello a vapore o bagnomaria può contribuire al benessere del gatto. È anche consigliabile dare al Korat un rosso d'uovo più o meno ogni quindici giorni (soprattutto nei mesi invernali) per dargli energia e per mantenere in condizione ottimale il mantello.

## Allevamento
Allevare il Korat è impegnativo a causa del carattere, non proprio alla portata di tutti, di questa razza. Le femmine solitamente vanno in calore piuttosto presto (intorno ai cinque o sei mesi) e i loro vocalizzi sono veramente degni di nota. I maschi possono diventare fertili anche a sei mesi, cosicché è consigliabile stare molto all'erta. Benché non esistano problemi di parto per le femmine, è sicuramente molto difficile gestire un maschio integro data la sua grande vitalità e virilità.
I maschi sono comunque dei genitori amorevoli e partecipano attivamente all'educazione della propria prole seguendola amorevolmente e giocando con i cuccioli per tutta la loro permanenza. Danno anche una mano alla partoriente e, in alcuni casi, si comportano come un'esperta levatrice durante il parto aiutando la mamma a tagliare i cordoni ombelicali, a pulire i cuccioli e a tenerli al caldo.
Di norma nascono dai tre ai cinque cuccioli per volta, ma si sono registrate anche cucciolate di otto o dieci cuccioli da fattrici particolarmente sane e robuste. Il peso dei cuccioli varia dai 75 gr ai 110 gr, anche a seconda del numero dei neonati nella cucciolata. Quando i cuccioli raggiungono l'età dello svezzamento, generalmente intorno alle quattro settimane, iniziano anche a esplorare il mondo che li circonda e a sviluppare il carattere di gattini allegri e vivaci, spesso in modo eccessivo. Adorano arrampicarsi su qualunque cosa o persona senza minimamente preoccuparsi dell'altezza che riescono a raggiungere, si infilano nei più piccoli spazi e non di rado zampettano dentro le ciotole dell'acqua: la loro crescita richiede pertanto molta attenzione.

## Cure, igiene e bellezza
La condizione del pelo è un indicatore fondamentale non solo per apprezzare la bellezza di un gatto, ma anche per individuarne il suo stato di salute. Naturalmente non è sufficiente avere cura del pelo a livello esteriore per essere sicuri del benessere del proprio gatto, bisogna anche alimentarlo in maniera corretta, sottoporlo a visite veterinarie di controllo a cadenza fissa, rendere la sua vita allegra e serena il più possibile, evitando lo stress al quale sono spesso soggetti.
Tornando alla cura e all'igiene, i gatti Korat, essendo a pelo corto, non hanno bisogno di particolari accorgimenti estetici o di prodotti particolari. Sarà sufficiente l'uso di un panno di daino umido una volta al giorno per togliere dal mantello la polvere che inevitabilmente vi si annida e, se necessario, si potrà usare un pettine a denti stretti per sciogliere eventuali piccoli nodi o rimuovere del pelo morto. Gli occhi e le orecchie vanno puliti con detergenti neutri facilmente reperibili in commercio. Al resto pensano loro stessi con una cura attenta e metodica.
Per poterlo lavare con acqua corrente sarà necessario abituarlo da molto piccolo. Non ama l'acqua, anche se trascorre ore a giocare con le gocce che escono dal rubinetto e quindi se si proverà a immergerlo senza avergli prima fatto fare un po' di pratica ci farà sicuramente ricordare di averci provato.

## Il padrone "ideale"
Va detto subito che il Korat non è adatto a tutti. Sa adattarsi a tutte le situazioni abitative, ma sviluppa un forte legame con il proprio padrone e se questi non riesce a capirne le esigenze e le particolarità, non sarà vita facile per i due.
Il Korat ha un carattere molto dominante e tende a sottomettere chiunque, animale o persona, ai propri voleri. Un atteggiamento da piccolo tiranno che va dunque educato da una persona dal carattere deciso. Il padrone di un Korat deve riuscire ad avere con questo animale un rapporto alla pari, di rispetto reciproco e di fiducia. Solo così potranno venire in superficie gli aspetti più teneri di questi gatti e si potranno pienamente apprezzare. Il padrone di un Korat non deve lasciarlo solo per troppo tempo: piuttosto sarebbe preferibile portarlo con sé. I Korat non hanno problemi a viaggiare e sopportano agevolmente anche lunghi viaggi in auto o in aereo, l'importante per lui è non perdere di vista il padrone troppo a lungo. Si deve essere disposti a trascorrere del tempo a giocare con lui, facendolo saltare o correre dietro una pallina (che continuerà a riportare indietro fino allo sfinimento).
I Korat sono dunque dei gatti veramente particolari e adatti a persone che sono a volte anche disposte a farsi un po' tiranneggiare da questo "piccolo despota".

## Il carattere
In linea generale il Korat ha un carattere molto forte. Un gatto senza paura, un gatto che quasi mette a disagio con alcuni suoi atteggiamenti. È molto indipendente e non ama condizionamenti o imposizioni.
Adora giocare con i bambini e con altri animali purché gli sia concesso di avere l'ultima parola. È curioso, molto intelligente fino al punto di imparare a copiare i comportamenti umani, soprattutto quelli che possono rivelarsi utili per se stesso. È molto difficile che un Korat tiri fuori gli artigli per aggredire, neanche quando si trova in situazioni particolarmente delicate. Preferisce affrontare eventuali problemi sfoderando vocalizzi mozzafiato e facendo movimenti che ricordano tanto quelli delle arti marziali orientali.
Soprattutto è un gatto estremamente giocherellone, anche da adulto o avanti con l'età, e molto furbo e ama da impazzire fare scherzi e trabocchetti sia ad altri animali sia alle persone. Vivace e chiacchierone, ma non assillante, è molto facile da capire quando vuole una cosa: i suoi vocalizzi e le sue posture sono estremamente eloquenti. Ci sono comunque delle leggere differenze tra il carattere dei maschi e quello delle femmine: le femmine, sia sterilizzate sia integre, sono un po' più indipendenti e intraprendenti dei maschi; infatti adorano i giochi di forza veri e propri col padrone e andranno da lui quando lo vorranno e raramente quando glielo si chiede. Si infileranno per forza, e di nascosto, sotto le coperte, apriranno i cassetti di tutta casa, magari per fare uno scherzo, e faranno trovare la televisione o la luce accesa al rientro per poi guardare l'interlocutore con aria interrogativa come a dire: "Chi? Io?".
I maschi sono invece più tranquilli e affabili, soprattutto se castrati. Non si tireranno mai indietro davanti a una buona dose di coccole. Sono degli inguaribili giocherelloni, ma non hanno la malizia delle femmine, perciò diventa estremamente piacevole e rilassante giocare con loro. Come le femmine, sono molto delicati nel giocare ed è difficile che rompano degli oggetti in casa. Potrebbero trotterellare tra decine di ninnoli di porcellana o di cristallo senza nemmeno sfiorarne uno.
I Korat sono quindi dei gatti affascinanti e accattivanti. Chiunque ne ha posseduto o ne possiede uno lo considera unico e insostituibile. Un vero felino dalle dimensioni ridotte che ha, per la maggior parte, conservato parecchi dei tratti caratteriali dei gatti selvatici, addolciti, com'è naturale, da secoli di convivenza e di rispetto reciproco con chi li ha saputi apprezzare.